# Yves Ruckebusch
 (avril 2025).
Motif : Une fois retiré les sources primaires non indépendantes, les sources sur d'autres sujets, où sont les sources secondaires de qualité, centrées sur le sujet, démontrant une notoriété encyclopédique ?
- Archive Wikiwix
- Bing
- Cairn
- DuckDuckGo
- E. Universalis
- Gallica
- Google
- G. Books
- G. News
- G. Scholar
- Persée
- Qwant
- (zh) Baidu
- (ru) Yandex
- (wd) trouver des œuvres sur Wikidata

| 1. | Préciser le motif de la pose du bandeau. | Précisez le motif de la pose du bandeau en utilisant la syntaxe suivante : {{admissibilité à vérifier\|date=juillet 2025\|motif=remplacez ce texte par le motif}}                    |
| 2. | Informer les utilisateurs concernés.     | Pensez à avertir le créateur de l'article, par exemple, en insérant le code ci-dessous sur sa page de discussion : {{subst:avertissement admissibilité à vérifier\|Yves Ruckebusch}} |

 (avril 2025).
Compléments
Docteur honoris causa des universités de Gand, Liège et Montréal
Yves Paul Gérard, Ruckebusch est un physiologiste et pharmacologue vétérinaire français. Il est principalement reconnu pour ses contributions à la compréhension de la physiologie digestive et du sommeil, menées à travers une approche comparative chez les animaux domestiques. En ayant recours à des études élecroencéphalographiques et comportementales, Ruckebusch a apporté des preuves quant à la généralité phylogénétique du sommeil paradoxal chez les mammifères. Par ailleurs, en démontrant que le Complexe Moteur Migrant (MMC en anglais) de l’intestin grêle était présent chez toutes les espèces de mammifères domestiques étudiées, y compris chez le fœtus, il en a conforté le rôle de « Housekeeper » c’est-à-dire de voiture-balai de l’intestin.

## Biographie
Yves Ruckebusch est né le 1er décembre 1931 à Zermezeele, dans le département du Nord, le plus petit village de Flandre flamingante, situé entre Dunkerque et Hazebrouck, et mort à Toulouse le 17 décembre 1989.
Il est le fils unique de Paul Ruckebusch, né en 1906 à Godewaersvelde et décédé en 1988 à Toulouse, et de  Marthe Quaghebeur, épouse Ruckebusch, décédée en 1974. Yves Ruckebusch avait coutume de rappeler qu'il devait beaucoup à son oncle, le chanoine Michel Ruckebush (1909-1984), qui fut le fondateur de l'Institut supérieur d’agriculture (ISA) de Lille , .
Admis en 1950 à l'École nationale vétérinaire de Lyon, Yves Ruckebusch obtient son doctorat de médecine vétérinaire en 1956 avec une thèse intitulée Étude embryologique du thymus chez les équidés. En 1959, il est reçu à l'agrégation en physiologie, pharmacodynamie et thérapeutique. Il soutient en 1963 une thèse de doctorat ès sciences naturelles intitulée: Recherches sur la régulation centrale du comportement alimentaire chez les ruminants
Il commence en 1958 sa carrière académique en tant que chef de travaux de physiologie-thérapeutique à l'École Nationale Vétérinaire de Lyon. De 1964 à 1968, il est professeur sans chaire dans cette école et il dirige parallèlement le service de physiologie-pharmacologie à l'Institut national des sciences appliquées de Lyon (INSA). En 1969, il est nommé professeur titulaire à l'École Nationale Vétérinaire de Toulouse (ENVT), poste qu'il occupera jusqu'à son décès en 1989.
Son mariage avec Michèle Cordier qui était la nièce du professeur Daniel Cordier, physiologiste ayant enseigné à Cambridge, favorise son insertion  dans le milieu universitaire. Michelle Ruckebusch, ingénieur du CNRS, participera notamment à ses premiers travaux de recherche sur le péricarde. Une question débattue à cette époque concernait l’intérêt de refermer ou non le péricarde après une intervention chirurgicale.

### Ruckebusch, promoteur de la recherche dans les Écoles vétérinaires

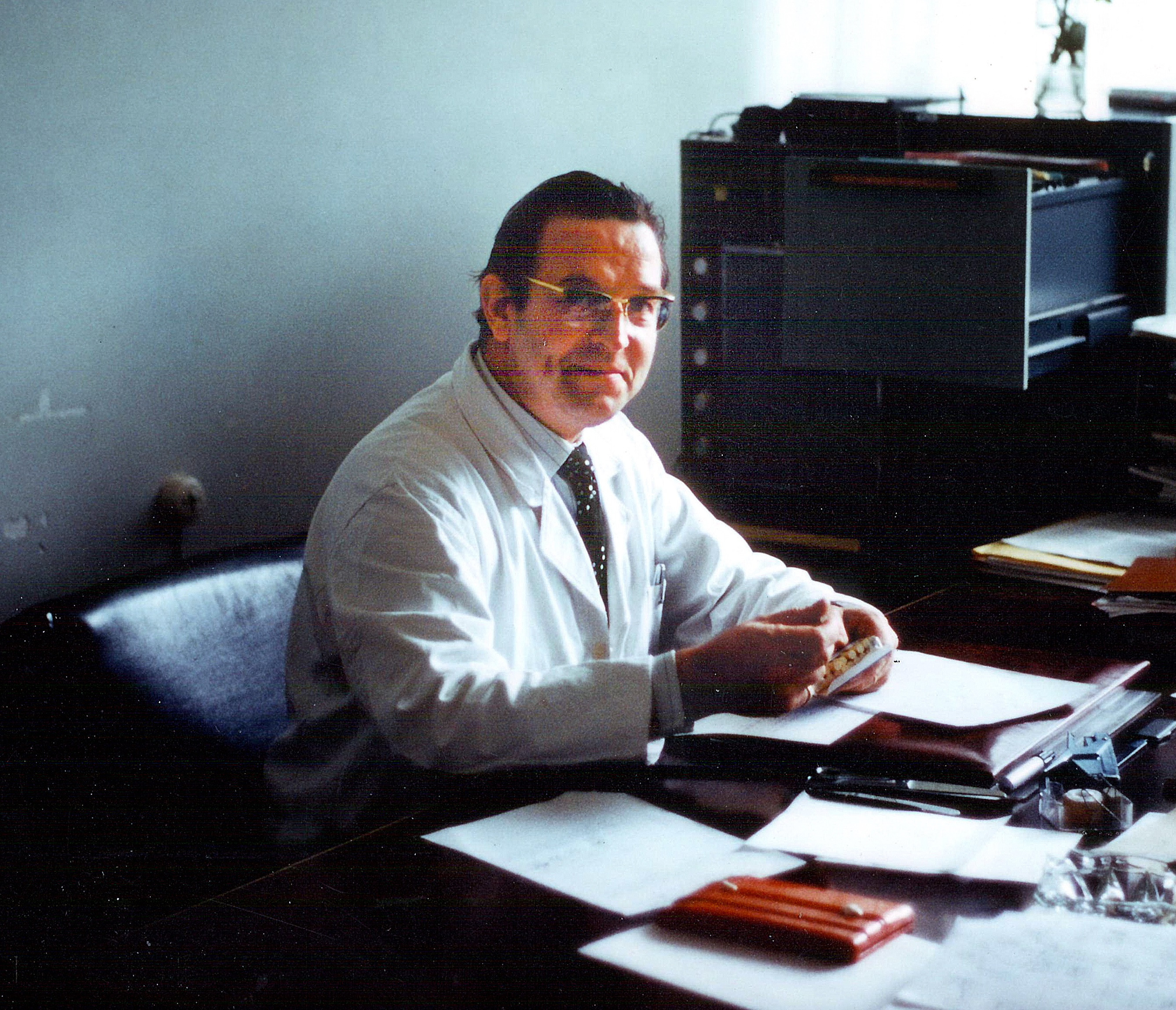
Le professeur Yves Ruckebusch dans son bureau de l'École nationale vétérinaire de Toulouse, vers 1980

Dès son arrivée à Toulouse et jusqu’à son décès, Yves Ruckebusch dirige une équipe de recherche à l’École nationale vétérinaire, associée à l’Institut national de la recherche agronomique (INRA), grâce à l’appui de Paul Mornet, directeur du département des recherches vétérinaires, aujourd’hui devenu Département de Santé animale de l’INRAE. Il prend également la direction de la Station de pharmacologie-toxicologie de l'INRA de 1978 à 1983, station aujourd’hui fusionnée dans l’unité de recherche Toxalim-INRAE.
À cette époque, le choix de la recherche comme un élément essentiel de l’enseignement supérieur n’était pas une évidence, notamment dans l'enseignement supérieur agronomique et vétérinaire. Les ENV étaient structurées selon le système de formation de leurs enseignants, avec 15 agrégations vétérinaires disciplinaires. Chacune d’elles donnait accès à l’une des 15 chaires, dont l’agrégé pouvait devenir titulaire sans la moindre production scientifique, simplement en fonction de son ancienneté dans les concours d’agrégation. Ruckebush a été très sévère avec ce système lui faisant écrire que les enseignants étaient des spectateurs du progrès. Cette opinion était partagée à l’INRA. Le fossé conceptuel à franchir à l’époque par Ruckebusch entre la recherche vétérinaire organisée autour de l’INRA et l’enseignement supérieur vétérinaire pouvait paraître insurmontable. Mais Ruckebusch, qui avait fréquenté d'autres écosystèmes universitaires en France et à l'étranger, et qui avait obtenu un doctorat ès sciences dans la foulée de son agrégation, avait compris que l’avenir exigeait une  reconnaissance scientifique, notamment celle de l’INRA ; elle lui était acquise, comme en a témoigné Raymond Février  
. Ruckebusch allait mettre en application ses idées en développant, notamment à Toulouse, une véritable équipe de recherche préfigurant les futures Unités Mixte de Recherche (UMR). L'agrégation vétérinaire disparaîtra en 1992 avec la création du statut d’enseignant-chercheur dans l’enseignement supérieur agronomique et vétérinaire.

## Travaux et contributions scientifiques

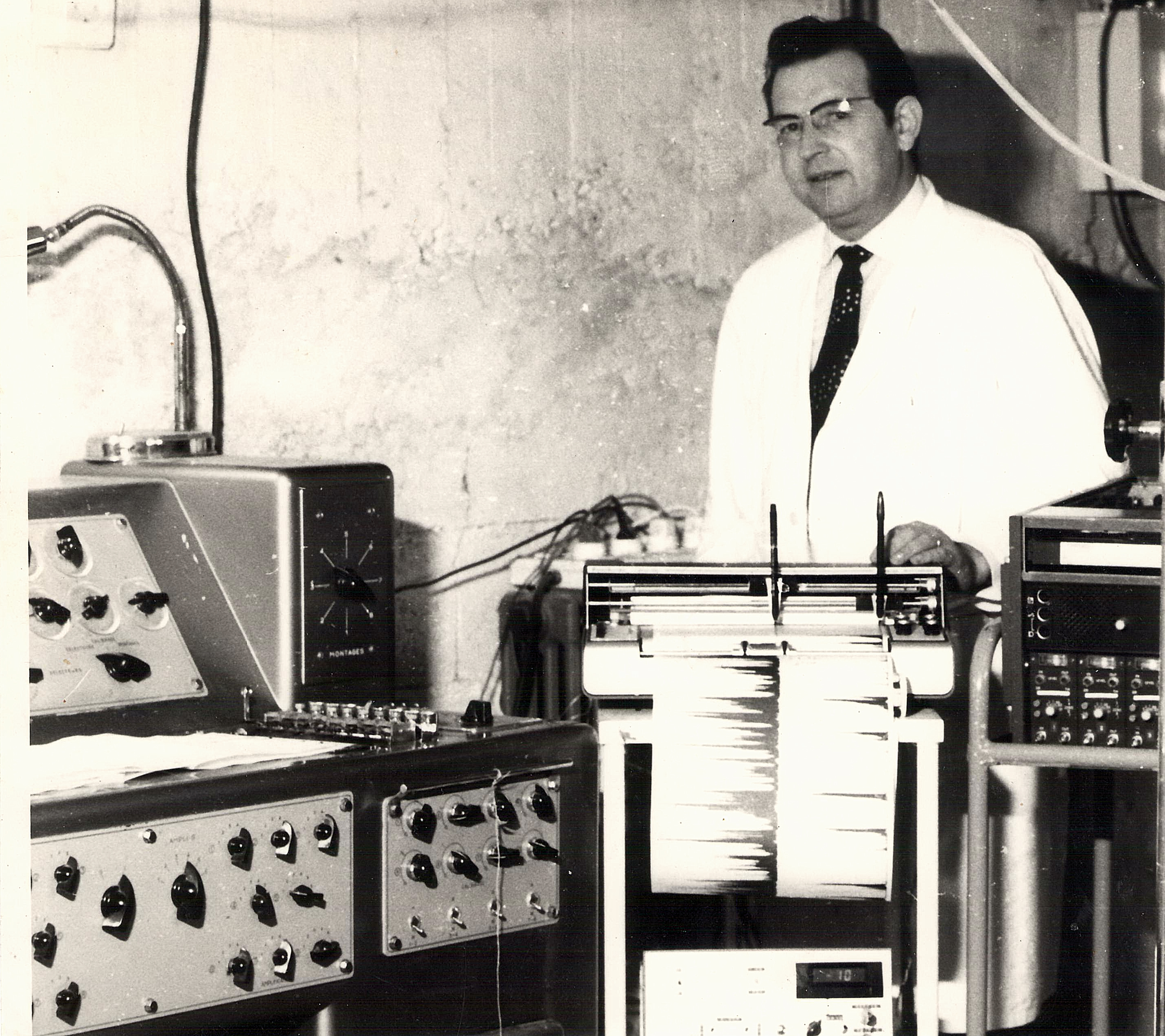
Le professeur Yves Ruckebusch dans son laboratoire de l'École nationale vétérinaire de Toulouse, vers 1970

Ruckebusch s’est formé en neurophysiologie, notamment auprès d’Yves Laporte (Faculté de Médecine, Toulouse) en 1960 puis de Giuseppe Moruzzi (en) à Pise en 1962. Par la suite, il approfondit ses connaissances en gastro-entérologie lors de séjours chez Robin N.B. Kay, au Rowett Research Institute d'Aberdeen, en Ecosse en 1967 et 1970.
Ruckebusch a exploité les ressources de la physiologie comparée en mettant au point des techniques originales d’électromyographie, s’inscrivant dans la logique de la méthode graphique initiée par Etienne-Jules Marey et Jean-Baptiste Auguste Chauveau, ce dernier étant son illustre prédécesseur dans la chaire de physiologie à l’École Vétérinaire de Lyon.
Grâce à Alain Latour, technicien du CNRS, il a pu réaliser des enregistrements polygraphiques en continu (24 h/24) sur de très longues périodes de plusieurs semaines, grâce un traitement électronique du signal . Il a pu ainsi décrire sur plusieurs semaines l’ontogénèse du sommeil, in utero puis  pendant la phase post-natale, chez le mouton.

### Étude des états de vigilance et de sommeil chez les animaux domestiques
À la fin des années 1950, les différents états de sommeil sont identifiés et bien décrits chez l’homme et ainsi que chez certains animaux de laboratoire, notamment le chat. En 1962, Michel Jouvet, prestigieux neurophysiologiste lyonnais, introduit le terme de sommeil paradoxal pour décrire un état de sommeil profond chez le chat caractérisé par une activité cérébrale intense (semblable à celle de l'éveil) mais accompagné d’une atonie musculaire complète. Par ailleurs, les  travaux de Nathaniel Kleitman, Eugene Aserinsky et William C. Dement avaient montré  que le sommeil paradoxal, également caractérisé par des mouvements oculaires rapides (REM sleep), est la période du sommeil associée aux rêves. Cependant, de façon intrigante, un article paru en 1955 dans la revue Nature 
affirmait que les ruminants adultes étaient incapables de dormir profondément en raison de leurs particularités digestives et de la nécessité d’une activité motrice continue de leur rumen.
Au début des années 60, la question se posait de savoir si le sommeil paradoxal se retrouvait chez tous les mammifères avec à la clé, la question de l’universalité de leur activité onirique. Yves Ruckebusch, stimulé par les travaux de son contemporain lyonnais Michel Jouvet, saisit là l’opportunité de démontrer tout l’intérêt des approches comparatistes en physiologie.
Dès 1962, Il démontre de façon univoque avec des techniques d’électroencéphalographie chronique l’existence du sommeil paradoxal chez la chèvre adulte, l’âne, le porc, le chien et l’agneau.
Ces travaux, publiés en français dans des revues de second rang seront totalement ignorés lors de leur parution et, en 1966, l’existence du sommeil paradoxal chez les ruminants est même « redécouverte» par un scientifique américain. Ruckebusch en conservera une certaine frustration qui l’incitera, quelques années plus tard, avec l'impulsion de son ami Robin Kay venu en année sabbatique à Toulouse, à publier la totalité de sa production scientifique en langue anglaise. À l’époque, cela n’allait pas de soi, car des injonctions contraires avaient été formulées pour maintenir activement le français comme langue de publication. Ce combat d’arrière-garde devait être très largement invalidé ultérieurement pour la production scientifique vétérinaire par les bilans montrant clairement l’impact supérieur des publications rédigées en anglais.
Plus tard, à Toulouse, Ruckebusch dispose d’animaleries pour les grands animaux et il démontre en 1970 l’existence de sommeil paradoxal chez le cheval et la vache. Avec un doctorant venu du Canada, André Dallaire, il va en préciser certaines caractéristiques et surtout, ils pourront invalider la théorie allométrique du poids métabolique comme déterminant de la périodicité du cycle de sommeil grâce aux données obtenues chez des espèces de grand format comme la vache et le cheval.
Ruckebusch a fait une synthèse des connaissances de l’époque en 1970 et de sa propre contribution dans un article intitulé: les animaux rêvent-ils ?. Ruckebusch y décrit des mimiques faciales évoquant de façon univoque une activité onirique chez les animaux domestiques. En 1971, il décrit les états de sommeil in utero chez le fœtus bovin avec des alternances veille-sommeil parfaitement régulières chez le fœtus âgé de 8 mois, le sommeil paradoxal occupant de 30 à 40% du nycthémère contre environ 20-30 min chez la vache adulte. Il confirme ces données ontogénétiques sur le fœtus de brebis.
Ruckebusch est également à l’origine de l’idée selon laquelle l’hypnogramme, c’est-à-dire la cartographie temporelle des différentes phases de sommeil et de leur répartition au cours du nycthémère, constitue  un excellent indicateur du bien-être animal ainsi que de l’adaptation des animaux à leur environnement physique, social et alimentaire.
Dans une revue de synthèse majeure publiée en 1972, intitulée The relevance of drowsiness in the circadian cycle of farm animals. Ruckebusch, en reprenant ses différents travaux menés avec de l’électroencéphalographie chez quatre espèces domestiques, introduit l’idée que la somnolence (drowsiness en anglais) constitue un état majeur du niveau de vigilance chez les mammifères étudiés représentant jusqu’à 52% du nycthémère chez la vache et à environ 20% chez le cheval, le porc et le mouton.
Cette importance de l’état de somnolence a été récemment identifiée dans une étude sur la fragmentation du sommeil des manchots de l’Antarctique publiée dans la revue Science en 2023.

### Motricité digestive et complexe moteur migrant (MMC)
Dans la tradition des physiologistes vétérinaires, Ruckebusch apporte sa contribution à la physiologie digestive des ruminants. Ses investigations, commencées à Lyon avec Jean-Paul Laplace (qui deviendra Directeur de recherches à l’INRA) se poursuivront à Toulouse en réexaminant avec des techniques  électromyographiques et des capteurs de pression électroniques sensibles l’activité motrice des  pré-estomacs chez la vache. Sa publication avec R. Kay intitulée Étude critique de la motricité gastrique chez les bovins reste une référence. Il en est de même du chapitre du Handbook of Physiology intitulé Gastrointestinal motor function in ruminants qui reste à ce jour la revue la plus exhaustive du sujet.
Ce sont ces travaux sur la physiologie digestive du réticulorumen (préestomacs des ruminants) qui allaient mettre Ruckebusch sur la piste du sommeil paradoxal chez les ruminants. En temps normal, le réticulorumen se contracte régulièrement avec une grande régularité toutes les minutes, or Ruckebusch avait observé que toutes les nuits, il y avait des ralentissements voire des arrêts des contractions du réticulorumen pendant plusieurs minutes. Ces arrêts seront reliés de façon univoque au sommeil paradoxal.
En physiologie digestive, l’une des contributions majeures de Ruckebusch est la démonstration que le complexe moteur migrant (MMC en anglais) est présent chez plusieurs espèces domestiques et de son rôle dans la propagation du contenu intestinal30 de l’intestin grêle. Le MMC est un phénomène présent chez tous les mammifères domestiques à jeun, y compris, comme le démontrent Buèno & Ruckebusch, in utero. Il est même la seule organisation de la motricité intestinale chez les herbivores.
Ce travail a eu un impact significatif sur la compréhension de la motricité intestinale, de son rôle dans la propagation des digesta et de sa régulation chez les mammifères y compris l’homme. Une revue de référence sur la physiologie du MMC a été publiée en 1981 par David Wingate faisant une très large part aux travaux de Ruckebusch et de ses élèves : Marie-Laure Grivel (1939-2022) qui fut sa première collaboratrice à Toulouse puis de Lionel Buèno (1945-2015) et Jean Fioramonti (1948-2015). Ces deux derniers ont publié avec Ruckebusch un ouvrage de synthèse sur la motricité digestive intitulé la mécanique digestive chez les mammifères. Ruckebusch poursuivit jusqu’à son décès ses recherches sur la physiologie digestive notamment avec son dernier élève, Charles-Henry Malbert et un ingénieur de recherches, Jean-Pierre Ferré.

### Contributions d’Yves Ruckebusch à la pharmacologie
Yves Ruckebusch fait une première incursion en pharmacologie lorsqu’il est chef de service à l’INSA à Lyon où il teste des molécules synthétisées par ses collègues chimistes.
Au début des années 80, Ruckebusch commence à s’intéresser aux médicaments vétérinaires et il rédige avec son élève Pierre-Louis Toutain un ouvrage intitulé Le Médicament Vétérinaire avec un chapitre consacré à une discipline naissante : la pharmacocinétique vétérinaire. Elle allait devenir la thématique dominante de la pharmacologie vétérinaire.

### Ruckebusch organisateur de congrès internationaux
Ruckebusch a organisé des événements scientifiques majeurs, tels que le 5eme Symposium international de physiologie des ruminants en 1979 à Clermont-Ferrand dont il est l’éditeur, avec Pierre Thivend, des proceedings intitulés Digestive Physiologiy and Metabolism in Ruminants.
En 1982 il organise le deuxième congrès de l'European Association of Veterinary Pharmacology and Therapeutics (EAVPT), association dont il fut l’un des promoteurs historiques. Il en est l’éditeur avec Gary Koritz et Pierre-Louis Toutain des Proceedings of Veterinary Pharmacology and Toxicology Veterinary .

### Ruckebusch, le mentor
Yves Ruckebusch a formé plusieurs générations de physiologistes et de pharmacologues, qui ont poursuivi leurs carrières dans les domaines de la recherche, de l’enseignement supérieur, de l’industrie ou encore de l’Administration. Ruckebusch a publié avec plus de 120 collaborateurs et collègues. La plupart des doctorants de Ruckebusch ont honoré leur formation initiale aussi bien dans la recherche, que l’enseignement ou l’administration  en occupant des postes clés dans des laboratoires de recherche, des universités ou des institutions publiques, notamment Jean Fioramonti qui obtiendra les Lauriers d’excellence de l’INRA en 2013, Michel Pairet  qui deviendra responsable de l’innovation de Boehringer Ingelheim, Christine Cherbut, directrice qénérale déléguée pour la Science et l'Innovation à l’INRAE ou encore Michel Candau qui sera directeur de l’École nationale supérieure agronomique de Toulouse et Pierre-Louis Toutain qui lui succèdera à la direction du service d'enseignement et de recherche de Physiologie-Thérapeutique de l'École nationale vétérinaire de Toulouse.
Dans leur ouvrage sur l'histoire de la médecine vétérinaire publié en 1996, Robert H. Dunlop et David J.Williams mentionnent Yves Ruckebusch comme l'une figures les plus marquantes de la recherche vétérinaire en physiologie animale.

### Publications, ouvrages et production cinématographique

#### Publications
Yves Ruckebusch a publié plus de 380 articles scientifiques dans des revues spécialisées largement cités dans Google Scholar et ResearchGate avec les PDF disponibles ː voir plus loin en liens externes.

#### Ouvrages
Yves Ruckebusch est l’auteur et co-auteur de plusieurs ouvrages de référence, notamment :
- Physiologie, pharmacologie, thérapeutique animales (Maloine, 1977, 2e éd. 1981)
- La Mécanique digestive chez les mammifères (Masson-INRA, 1982, 131 p.)
- Le Médicament Vétérinaire (Masson-INRA,1982, 203 p.)
- Physiology of small and large animals. 1991 (Philadelphia, BC Decker), 688 p., avec Louis P. Phaneuf (Université de Montréal) et Robert H. Dunlop (Université de Saint-Paul, Minnesota). Ce livre, publié en anglais et traduit en espagnol, a été rédigé en collaboration avec  Louis-Philippe Phaneuf (1928-2006) de l’Université de Montréal et de Robert H. Dunlop (-2014)[41]   de l’Université de Saint Paul, Minnesota. Dunlop était venu en année sabbatique à Toulouse en 1978 et il est également l’auteur de l’un des plus beaux livres consacrés à l’histoire de la médecine vétérinaire (Veterinary Medicine: An Illustrated History). Phaneuf, professeur de physiologie à la  Faculté de médecine vétérinaire de l’Université de Montréal, située à Saint-Hyacinthe, au Canada est venu à Toulouse lors de plusieurs séjours sabbatiques et il était un ami proche de Ruckebusch.

#### Production cinématographique de Yves Ruckebusch avec le service du film scientifique du CNRS
- Étude expérimentale de la motricité du complexe gastrique chez le mouton. 1967
- Étude expérimentale du mécanisme de la rumination. 1967
- État de sommeil chez la vache et le cheval. 1971

## Distinctions et reconnaissance
- Docteur honoris causa de l'Université de Gand (1984), de l’Université de Montréal (1986) et de l’Université de Liège (1986)[42].
- Lauréat de l'Académie nationale de médecine (1985).
- Officier des Palmes académiques (1980).
- Membre de l'Académie vétérinaire de France (1980) et de l'Académie royale de médecine de Belgique (1979).

## Iconographie

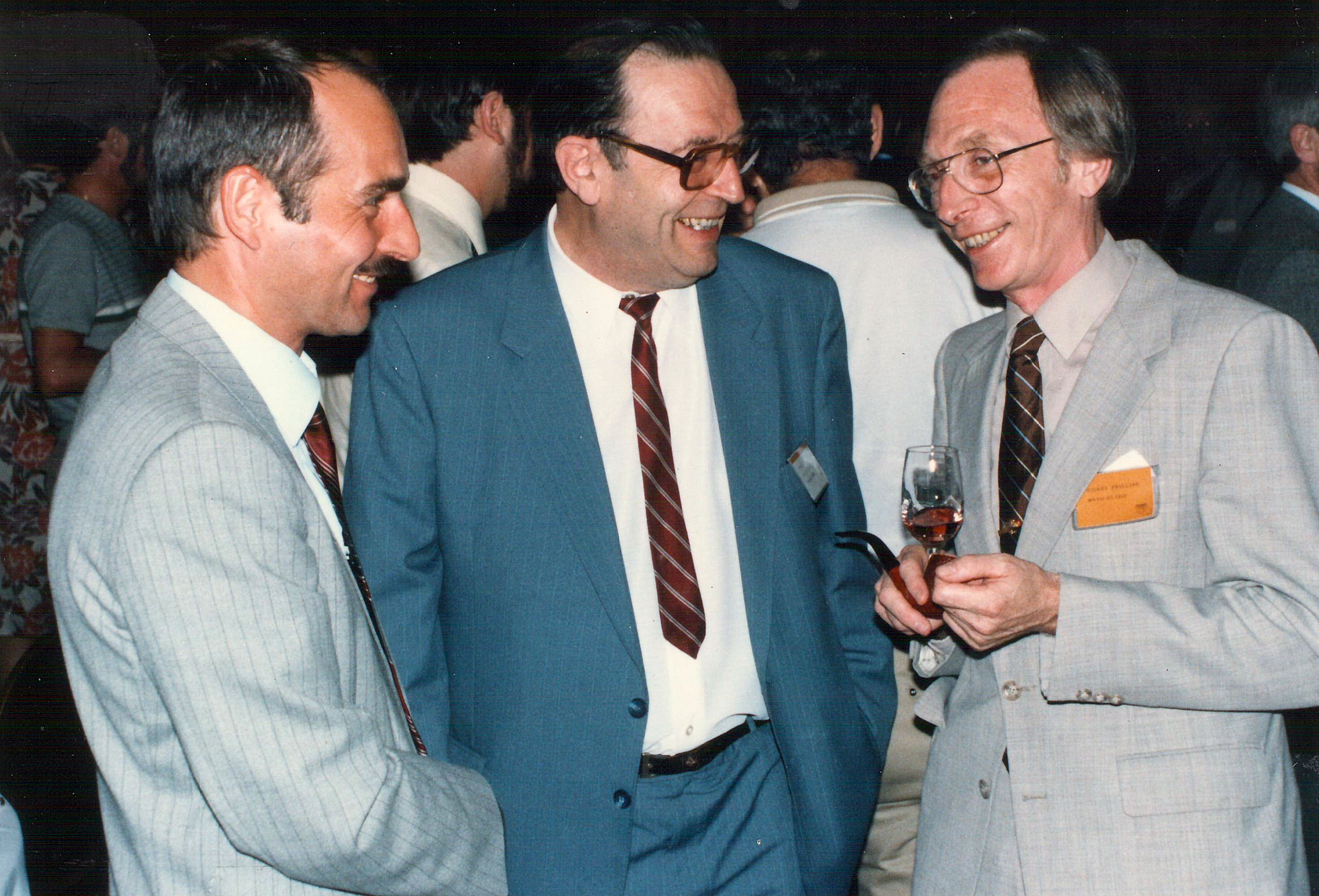
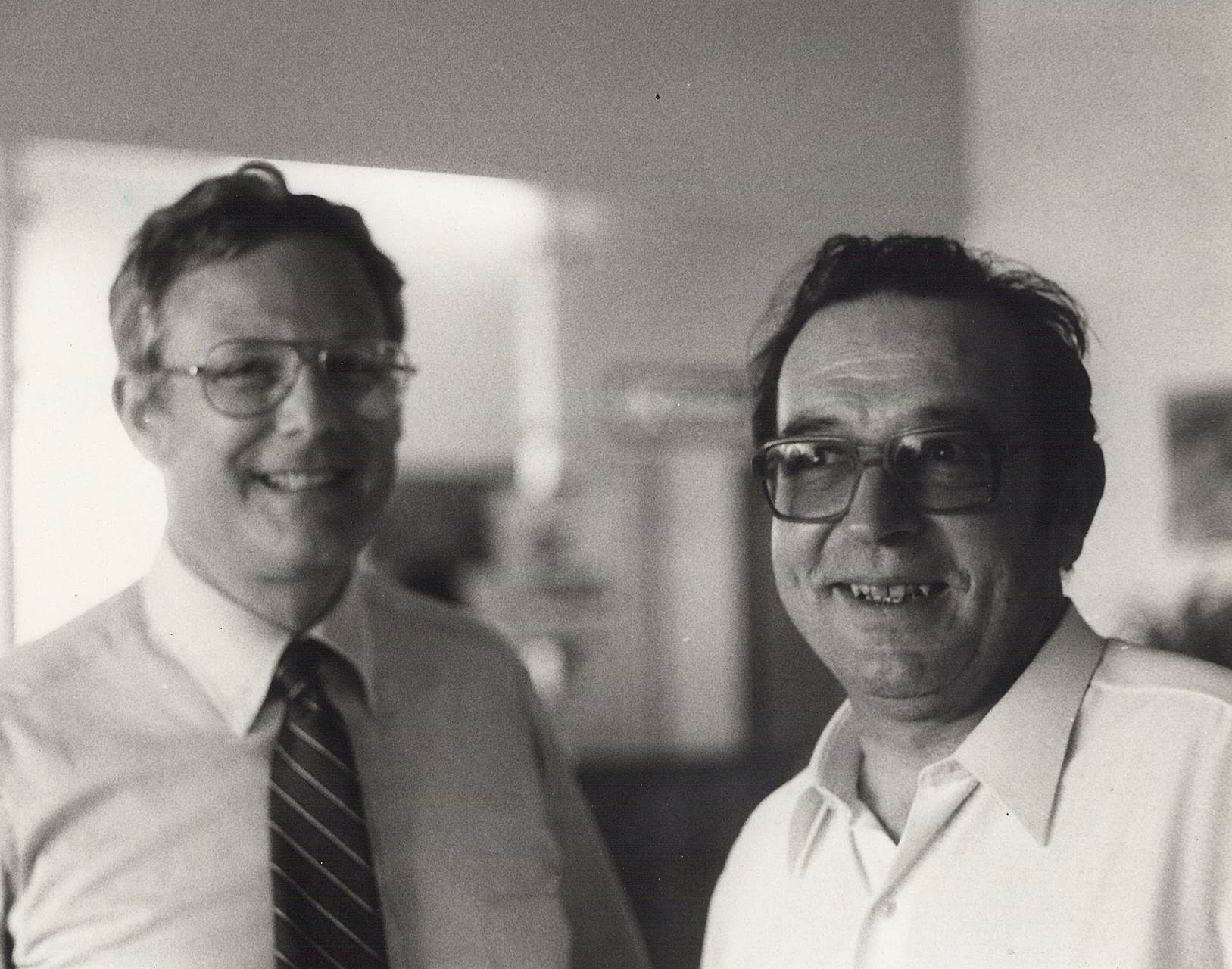
Avec le Pr Robert Hamlin à l'Ohio state university college of veterinary medicine, Colombus
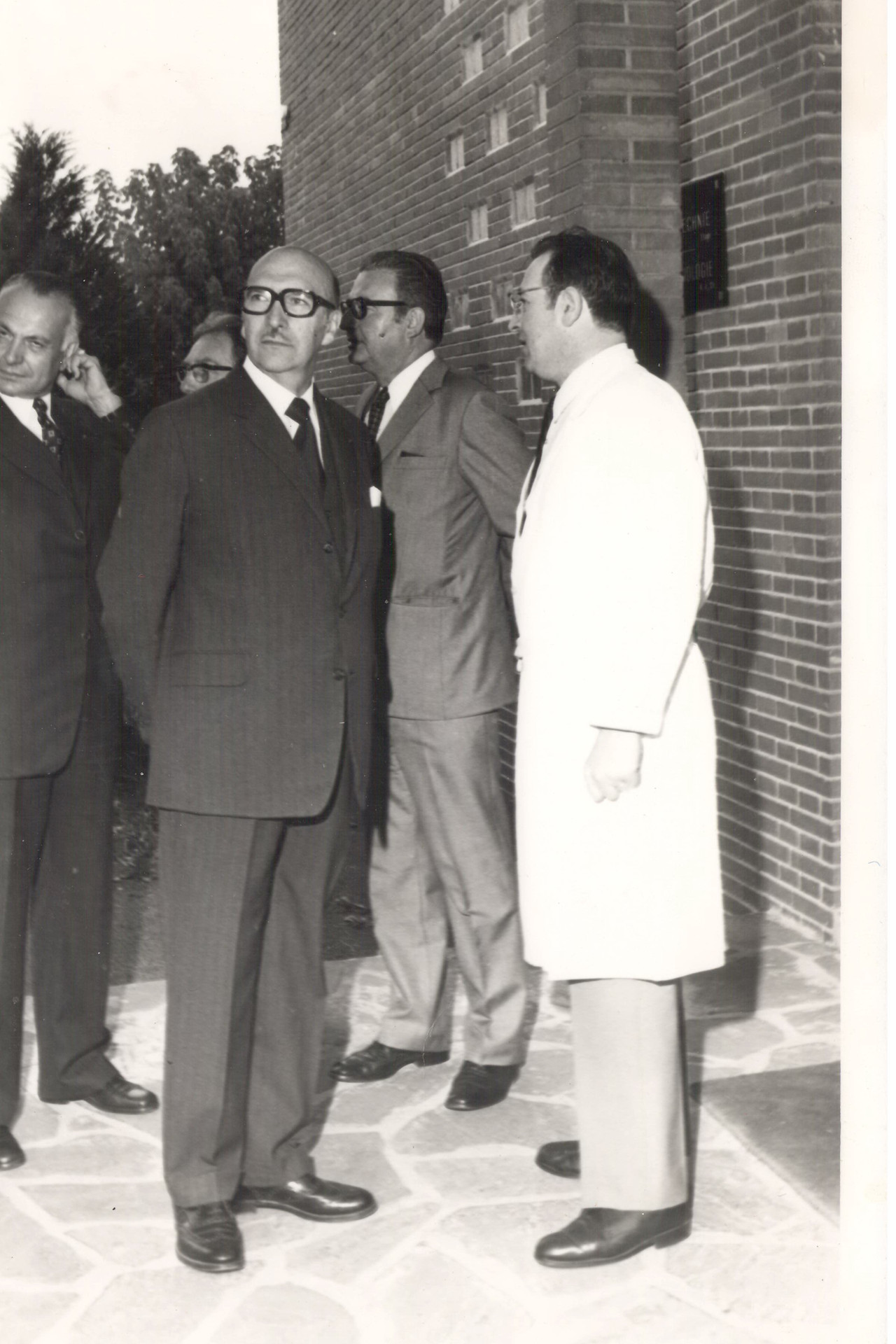
Réception de personnalités au laboratoire de physiologie de l'ENVT [n 5]
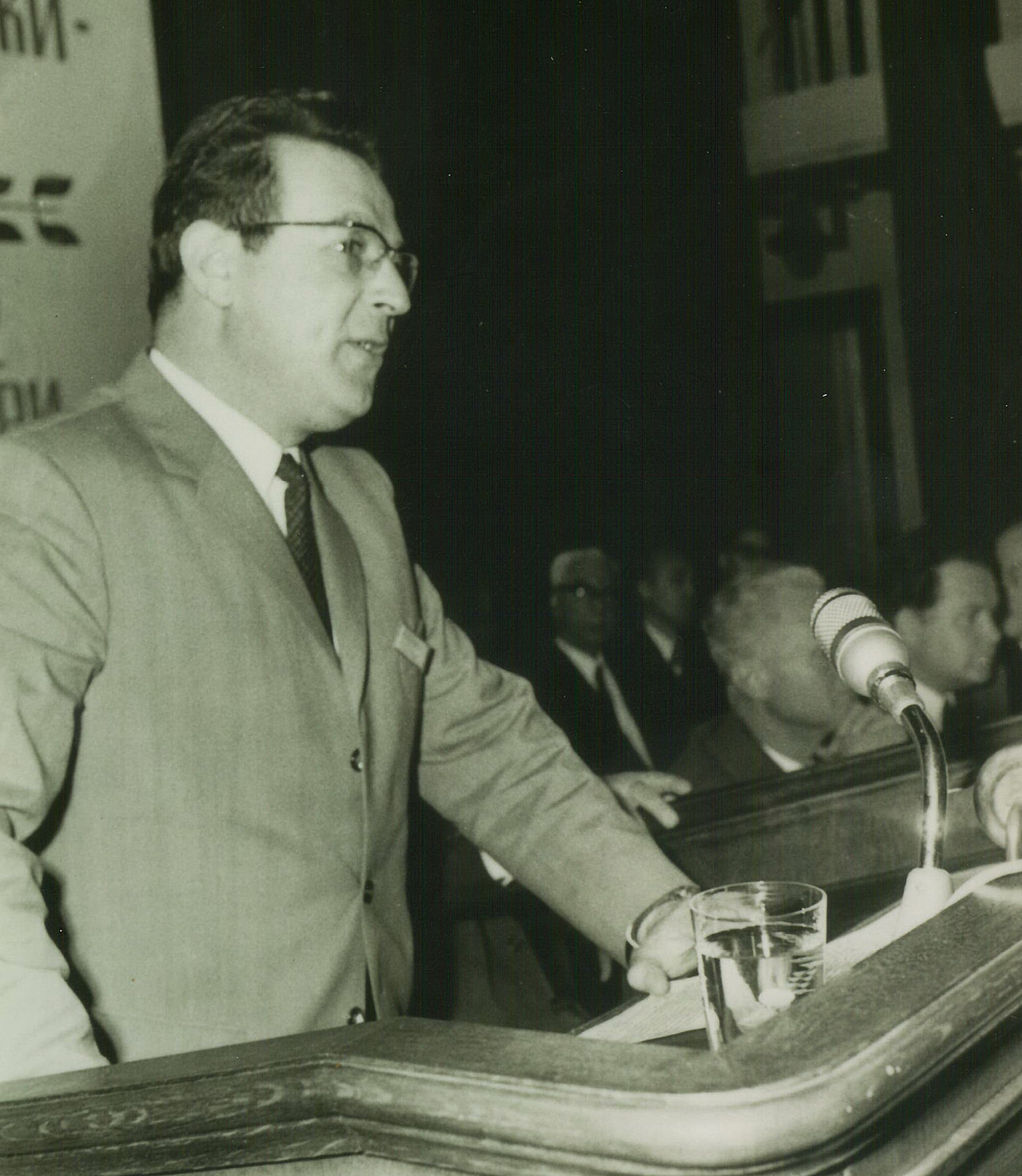

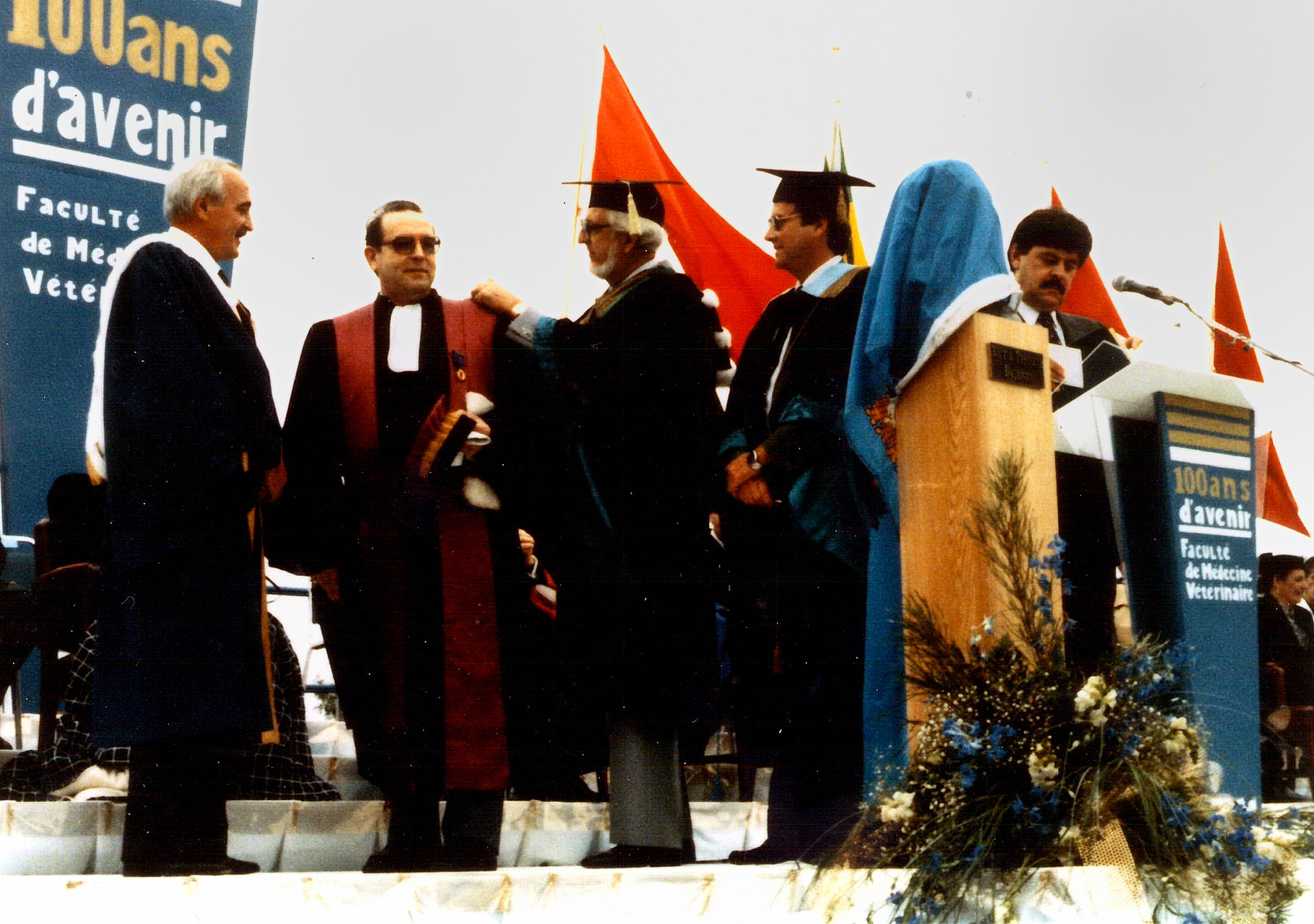
Yves Ruckebusch, de face, en robe universitaire lors de la remise de son grade de Docteur honoris causa de l’Université de Montréal (UdeM) en 1986 )[n 6]
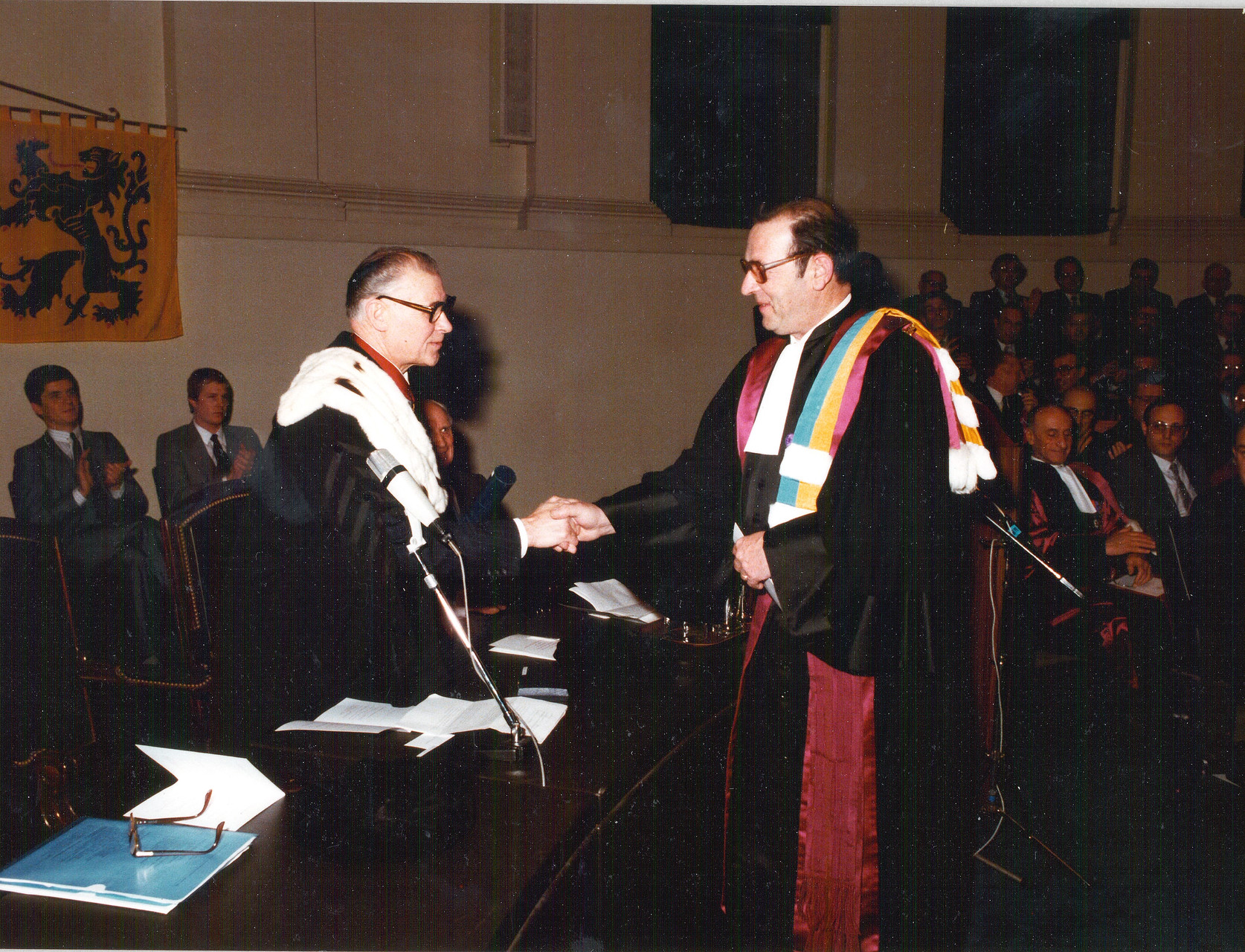
Dr honoris causa de l'Université de Gand
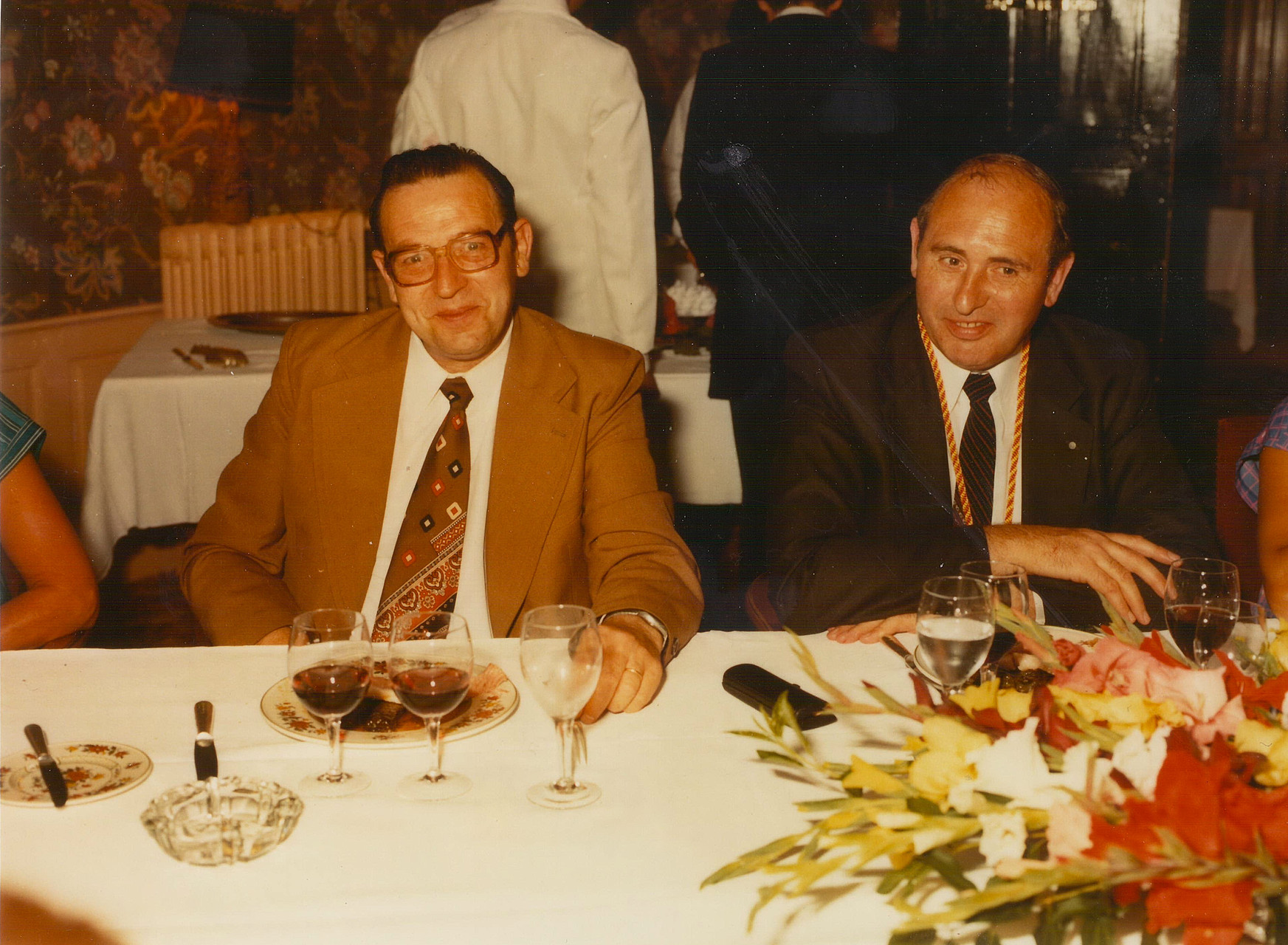
Avec le Pr Debaeckere à Gand
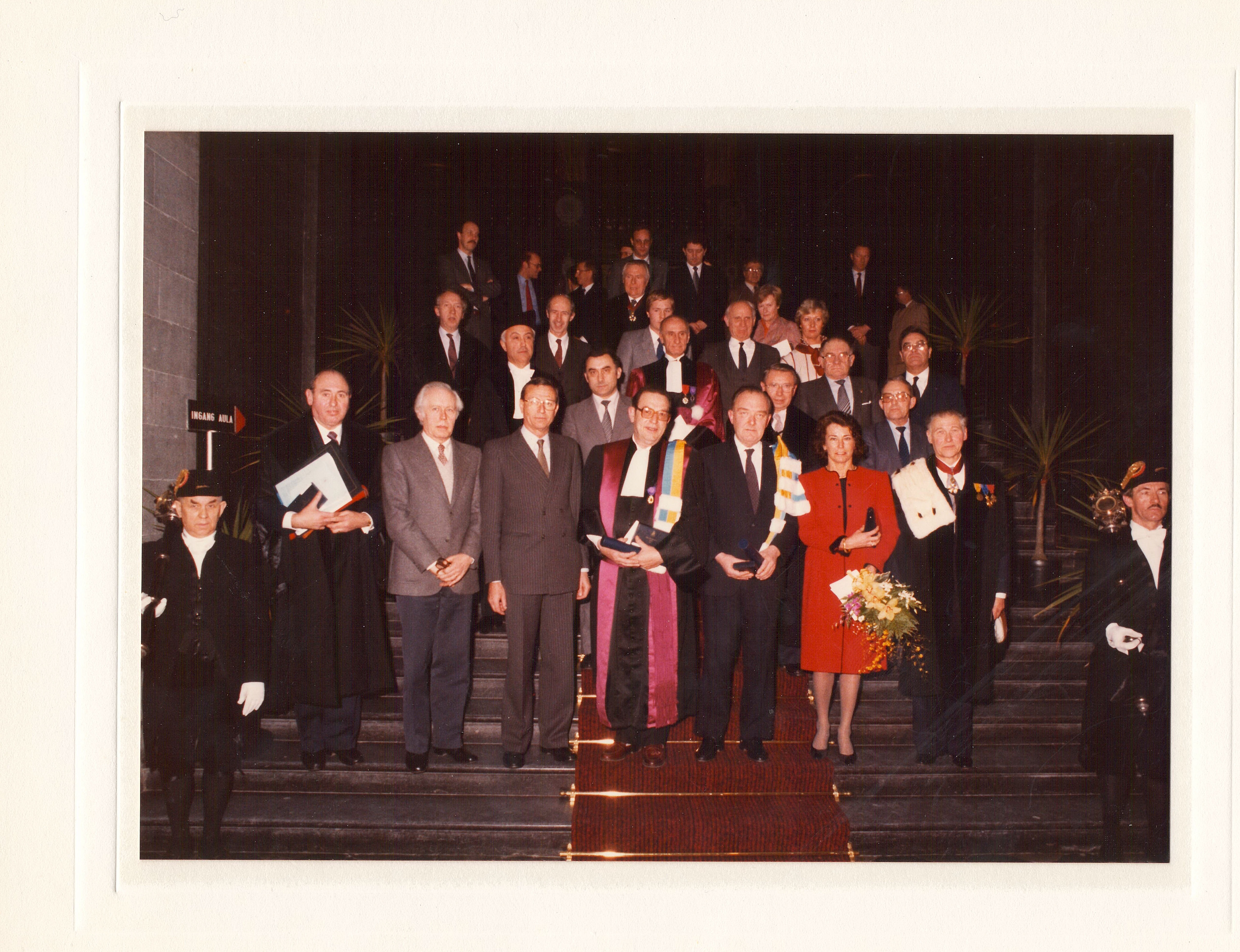
Yves Ruckebusch, lors de la remise de son grade de docteur honoris causa de l’Université de Gand en 1984 ; à sa gauche Paul Janssen (1926-2003), fondateur de Janssen Pharmaceutica.